# CTDNEP1
CTDNEP1 (англ. CTD nuclear envelope phosphatase 1) – білок, який кодується однойменним геном, розташованим у людей на короткому плечі 17-ї хромосоми. Довжина поліпептидного ланцюга білка становить 244 амінокислот, а молекулярна маса — 28 377.
| 10         |  | 20         |  | 30         |  | 40         |  | 50         |
| ---------- |  | ---------- |  | ---------- |  | ---------- |  | ---------- |
| MMRTQCLLGL |  | RTFVAFAAKL |  | WSFFIYLLRR |  | QIRTVIQYQT |  | VRYDILPLSP |
| VSRNRLAQVK |  | RKILVLDLDE |  | TLIHSHHDGV |  | LRPTVRPGTP |  | PDFILKVVID |
| KHPVRFFVHK |  | RPHVDFFLEV |  | VSQWYELVVF |  | TASMEIYGSA |  | VADKLDNSRS |
| ILKRRYYRQH |  | CTLELGSYIK |  | DLSVVHSDLS |  | SIVILDNSPG |  | AYRSHPDNAI |
| PIKSWFSDPS |  | DTALLNLLPM |  | LDALRFTADV |  | RSVLSRNLHQ |  | HRLW       |

A: Аланін

C: Цистеїн

D: Аспарагінова кислота

E: Глутамінова кислота

F: Фенілаланін

G: Гліцин

H: Гістидин

I: Ізолейцин

K: Лізин

L: Лейцин

M: Метіонін

N: Аспарагін

P: Пролін

Q: Глутамін

R: Аргінін

S: Серин

T: Треонін

V: Валін

W: Триптофан

Кодований геном білок за функціями належить до гідролаз, протеїн-фосфатаз. 
Локалізований у ядрі, мембрані, ендоплазматичному ретикулумі.